# ネオコグニトロン
ネオコグニトロン（英: Neocognitron）は、1979年に福島邦彦によって提唱された畳み込みニューラルネットワークである
。

## 概要
畳み込みの手法を導入する以前のコグニトロン（「教師なし学習」を行う多層神経回路）では位置ずれや変形の影響を受けやすかった。
このため、形の類似性だけに基づいてパターン認識することを目的としてネオコグニトロンが開発された。
ネオコグニトロンは複数の種類の細胞から構成され、その中で最も重要な細胞は「S細胞」および「C細胞」と呼ばれる 。
局所特徴量はS細胞によって抽出され、微小変位（local shift）といったこれらの特徴の変形はC細胞に委ねられている。
入力中の局所特徴量は、隠れ層によって徐々に統合され、分類される。
デイヴィッド・ヒューベルとトルステン・ウィーセルが1959年に提唱したモデルから発想を得ている。
彼らは「単純細胞」および「複雑細胞」と呼ばれる一次視覚野の2種類の細胞を発見し、パターン認識タスクにおいて使用されるこれら2種類の細胞のカスケードモデルを提唱した。
1998年、ヤン・ルカンらはネオコグニトロンにバックプロパゲーションによる教師あり学習を適用し、LeNet と名付けて公表した。
手書き文字認識やその他のパターン認識の課題に用いられている。
ネオコグニトロンには様々な種類が存在する。例えば、ある種のネオコグニトロンは、逆伝播シグナルを用いることによって同一入力中の複数のパターンを検出でき、選択的注意（selective attention）を達成する。